# ジェイムス・アーサー
ジェイムス・アーサー（James Arthur、1988年3月2日 - ）は、イギリスのシンガーソングライター。